# Текиргиол
Текиргиол (рум. Techirghiol) је варош у жупанији Констанца у историјској покрајини Добруџа на југоистоку Румуније. Према попису из 2021. године имао је 8.061 становника, а простире се на површини од 38,82 .

## Становништво
| 1930. | 1948. | 1956. | 1966. | 1977. | 1992. | 2002. | 2011. | 2021. |
| ----- | ----- | ----- | ----- | ----- | ----- | ----- | ----- | ----- |
| 1.956 | 2.136 | 2.705 | 4.643 | 9.706 | 6.872 | 7.109 | 7.292 | 8.061 |

Варош Текиргиол је на попису 2021. године имала 8.061 становника, за 769 више (+10,55%) од претходног пописа, 2011. године, на ком је било 7.292 становника.
Према попису из 2021. већину становништва су чинили Румуни (71,33%), а од мањина је највише било Татара (7,77%) и Турака (4,90%).
| Етнички састав према попису из 2021.‍ | Етнички састав према попису из 2021.‍ | Етнички састав према попису из 2021.‍ | Етнички састав према попису из 2021.‍ | Етнички састав према попису из 2021.‍ |
| ------------------------------------ | ------------------------------------ | ------------------------------------ | ------------------------------------ | ------------------------------------ |
|                                      |                                      |                                      |                                      |                                      |
| Румуни                               | Румуни                               |                                      | 5.750                                | 71,33%                               |
| Татари                               | Татари                               |                                      | 626                                  | 7,77%                                |
| Турци                                | Турци                                |                                      | 395                                  | 4,90%                                |
| Роми                                 | Роми                                 |                                      | 53                                   | 0,66%                                |
| Мађари                               | Мађари                               |                                      | 6                                    | 0,07%                                |
| Липовани                             | Липовани                             |                                      | 5                                    | 0,06%                                |
| Остали                               | Остали                               |                                      | 12                                   | 0,15%                                |
| Непознато                            | Непознато                            |                                      | 1.214                                | 15,06%                               |